# Грозио
Гро̀зио (на италиански: Grosio, на западноломбардски: Gròos, Грооз) е малко градче и община в Северна Италия, провинция Сондрио, регион Ломбардия. Разположено е на 656 m надморска височина. Населението на общината е 4634 души (към 2010 г.).